# Eesti Laul

Eesti Laul (Эстонская песня) — национальный отборочный конкурс в Эстонии для участия в конкурсе песни Евровидение. Конкурс впервые был представлен в 2009 году, заменив существовавший фестиваль Eurolaul, ранее используемый в тех же целях с момента первого участия Эстонии в конкурсе Евровидение в 1994 году.
Конкурс был представлен Эстонской общественной телерадиовещательной корпорацией.
Десять выбранных песен показываются эстонской публике в специальных шоу. Победитель финала выбирается в двух этапах голосования: в первом этапе выбираются две лидирующие песни, выбранные жюри и телезрителями; во втором этапе только телезрителями выбирается один победитель.
Первым победителем Eesti Laul стала группа Urban Symphony с песней «Rändajad», победив фаворита телевизионного голосования, Лауру, в первом раунде. На Евровидении группа изменила прошлую позицию Эстонии на конкурсе, выйдя в финал и заняв 6 место со 129 очками.

## Правила проведения
В полуфиналах Eesti Laul будут соревноваться 24 исполнителя вместо 20, как это было прежде. С 2018 года один автор или коллектив авторов может участвовать в конкурсе Eesti Laul максимально с пятью песнями. Длина песни не должна превышать трех минут.
К написанию песни можно привлекать зарубежных авторов, однако по меньшей мере половина творческого коллектива, работавшего над песней, должны быть гражданами или резидентами Эстонии. Сами исполнители – впервые в истории конкурса – могут быть нерезидентами.
С 2018 года за участие в конкурсе Eesti Laul вводится плата: за песню на эстонском языке надо будет заплатить 25 евро, а на иностранном – 50 евро. Все поступившие средства передадут в фонд сценического шоу песни-победителя, которая будет представлять Эстонию на Евровидении.

## Победители
| Год  | Артист                  | Язык песни              | Песня                                                | Перевод                                            | Автор текста                                                                          | место в финале                                   | Баллы                                            | место в полуфинале                               | Баллы                                            |
| ---- | ----------------------- | ----------------------- | ---------------------------------------------------- | -------------------------------------------------- | ------------------------------------------------------------------------------------- | ------------------------------------------------ | ------------------------------------------------ | ------------------------------------------------ | ------------------------------------------------ |
| 2009 | Urban Symphony          | Эстонский               | «Rändajad»                                           | Странники                                          | Свен Лыхмус                                                                           | 6                                                | 129                                              | 3                                                | 115                                              |
| 2010 | Malcolm Lincoln         | Английский              | «Siren»                                              | Сирена                                             | Робин Юхкенталь                                                                       | Не прошли                                        | Не прошли                                        | 14                                               | 39                                               |
| 2011 | Геттер Яани             | Английский              | «Rockefeller Street»                                 | Улица Рокфеллера                                   | Свен Лыхмус                                                                           | 24                                               | 44                                               | 9                                                | 60                                               |
| 2012 | Отт Лепланд             | Эстонский               | «Kuula»                                              | Слушай                                             | Отт Лепланд, Аапо Ильвес                                                              | 6                                                | 120                                              | 4                                                | 100                                              |
| 2013 | Биргит Ыйгемеэль        | Эстонский               | «Et uus saaks alguse»                                | «Новое начало»                                     | Mihkel Mattisen, Silvia Soro                                                          | 20                                               | 19                                               | 10                                               | 52                                               |
| 2014 | Таня                    | Английский              | «Amazing»                                            | «Восхитительно»                                    | Таня, Тимо Вендт                                                                      | Не прошла                                        | Не прошла                                        | 12                                               | 36                                               |
| 2015 | Элина Борн и Стиг Ряста | Английский              | «Goodbye to Yesterday»                               | «Попрощаться с прошлым»                            | Стиг Ряста                                                                            | 7                                                | 106                                              | 3                                                | 105                                              |
| 2016 | Юри Поотсманн           | Английский              | «Play»                                               | «Играть»                                           | Стиг Ряста                                                                            | Не прошёл                                        | Не прошёл                                        | 18                                               | 24                                               |
| 2017 | Койт Тооме и Лаура      | Английский              | «Verona»                                             | «Верона»                                           | Свен Лыхмус                                                                           | Не прошли                                        | Не прошли                                        | 14                                               | 85                                               |
| 2018 | Элина Нечаева           | Итальянский             | «La Forza»                                           | «Сила»                                             | Элина Нечаева, Ксения Кучкова, Михкель Маттисен, Тимо Вендт                           | 8                                                | 245                                              | 5                                                | 201                                              |
| 2019 | Виктор Крон             | Английский              | «Storm»                                              | «Шторм»                                            | Стиг Ряста, Vallo Kikas, Виктор Крон, Sebastian Lestapier                             | 20                                               | 76                                               | 4                                                | 198                                              |
| 2020 | Уку Сувисте             | Английский              | «What Love Is»                                       | «Что такое любовь»                                 | Уку Сувисте, Sharon Vaughn                                                            | Конкурс был отменён в связи с пандемией COVID-19 | Конкурс был отменён в связи с пандемией COVID-19 | Конкурс был отменён в связи с пандемией COVID-19 | Конкурс был отменён в связи с пандемией COVID-19 |
| 2021 | Уку Сувисте             | Английский              | «The Lucky One»                                      | «Счастливчик»                                      | Уку Сувисте, Sharon Vaughn                                                            | Не прошёл                                        | Не прошёл                                        | 13                                               | 58                                               |
| 2022 | Стефан                  | Английский              | «Hope»                                               | «Надежда»                                          | Стефан Айрапетян, Карл-Андер Райзманн                                                 | 13                                               | 141                                              | 5                                                | 209                                              |
| 2023 | Алика                   | Английский              | «Bridges»                                            | «Мосты»                                            | Алика, Wouter Hardy, Nina Sampermans                                                  | 8                                                | 168                                              | 10                                               | 74                                               |
| 2024 | 5miinust и Puuluup      | Эстонский               | «(Nendest) narkootikumidest ei tea me (Küll) midagi» | «Мы (правда) ничего не знаем об (этих) наркотиках» | Kin Wennerströn, Kohver, Lancelot, Marko Veisson, Päevakoer, Pöhja, Korea, Ramo Teder | 20                                               | 37                                               | 6                                                | 79                                               |
| 2025 | Томми Кэш               | Итальянский, английский | «Espresso Macchiato»                                 | «Эспрессо маккиато»                                | Томас Таммеметс, Johannes Naukkarinen                                                 | 3                                                | 356                                              | 5                                                | 113                                              |

## Галерея победителей

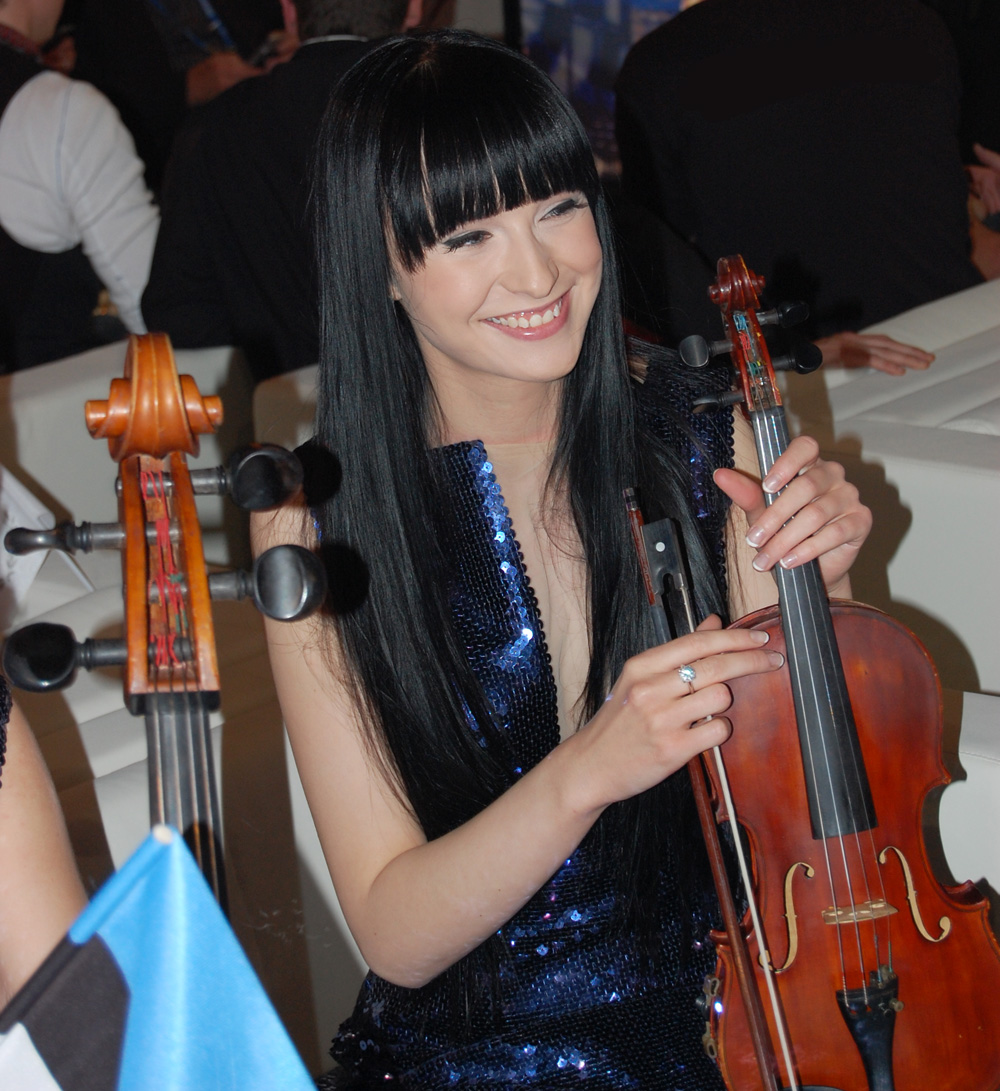
Urban Symphony, «Rändajad», 2009